# 2000瓦社会
2000瓦社会（英语：2000-watt society）是一种社会愿景，1998年由苏黎世联邦理工学院首次提出。2000瓦社会指在不降低生活水平的情况下，每个第一世界公民一次能源消耗量不超过2000瓦特，即每天不超过48千瓦时。这个概念可在个人、家庭及整个社会中使用。
目前全球人均消耗第一能源速度约为2000瓦。其中美国人均12000瓦，西欧人均6000瓦，中国人均1500瓦，印度人均1000瓦，南非人均500瓦，孟加拉国人均300瓦。目前瑞士人均消耗5000瓦，1960年代时瑞士人均只有2000瓦。
该愿景因全球变暖、能源安全及未来能源供应问题而制定，得到瑞士联邦能源局、瑞士建筑工程师协会等机构的支持。

## 能源使用分布
2008年7月，瑞士人均消耗能源的速度为5100千瓦。以下是消耗分布：
- 1500瓦用于生活和办公空间（包括暖气和热水）
- 1100瓦用于食物和非生活必须品（包括运输消耗的能量）
- 600瓦用于電
- 500瓦用于汽车
- 250瓦用于空中旅游
- 150瓦用于公共交通
- 900瓦用于公共基础设施

| 国家       | 目前消耗（千瓦） | 目标（千瓦） |
| ---------- | ---------------- | ------------ |
| 美国       | 12               |              |
| 印度       | 1                |              |
| 中国       | 1.5              |              |
| 瑞士       | 5                |              |
| 欧洲       | 6                |              |
| 瑞士苏黎世 | 5                | 2（2050年）  |
| 瑞士巴塞尔 | 5                | 2            |

## 影响
瑞士研究者认为，虽然到2050年时经济将增长65%，但仍然可以通过使用低碳技术来实现这一目标。
据推断，为了实现2000瓦社会的目标，瑞士需要对该国的资产进行再投资。要整修建筑，使其达到低能耗建筑标准。同时要提高公路运输、航空等能源利用率。引入磁懸浮列車，使用可再生能源、區域供暖、微型發電和相关技术，并把相关的研究放在优先地位。由于瑞士政府担心气候变化带来的影响，这项提议得到了他们的支持。

## 巴塞尔试验区
巴塞尔试验区（Pilot Region Basel）创立于2001年,是首个瑞士2000瓦社会试验区，旨在发展相关环保技术。目前正在研究可再生能源发电，开发天然气, 氢气和沼气的车辆，被动式节能屋等工程。苏黎世市于2005年加入该项目。

## 弗里堡智能生活楼
弗里堡智能生活楼由EPFL、弗里堡工程与建筑学院和弗里堡大学共同设计，于2022年开始建设。建成后将为约130名研究人员提供实验室、办公室、会议室和居所。这座建筑本身就是一个实验，旨在解决减少能源消耗及温室气体排放。研究人员希望他们在此建筑内时，每人能源消耗不超过2000瓦，以达到2050年时的社会愿景。